# Рубцов, Михаил Алексеевич
Михаил Алексеевич Рубцов (18 мая 1852 — 23 сентября 1938) — крестьянский переселенец из Оренбургской губернии дер Баженовка, Усманской волости, Бузулукского уезда основатель города Рубцовска в Алтайском крае.

## Биография
Михаил Рубцов происходил из семьи крестьян-середняков Самарской губернии, не находившихся в крепостной зависимости на 1860 год.
Вопрос о возрасте Михаила Рубцова является предметом дискуссии историков Рубцовска и Алтайского края. Так, историк и краевед Г. П. Гнилицкая утверждает, что Рубцов был долгожителем и прожил 112 лет. Историк К. Р. Севастьянов, много лет собиравший сведения о Рубцове, уверен в том, что умер он в возрасте 89 лет. Это же утверждает городская газета «Степная коммуна» за 1936 год. А. Иркутов сообщает: «…Михаилу Рубцову сейчас 87 лет. Остатки дней он спокойно доживает в своем городе у зятя, рабочего-железнодорожника».
Версия Севастьянова является наиболее достоверной, так как в своём прошении из Самарской губернии на переход на Алтай Рубцов называет себя «отставным солдатом». По версии Гнилицкой на момент подачи прошения в 1886 году) ему было уже 60 лет, а по версии Севастьянова — более 35 лет.
О биографии Михаила Рубцова достоверных сведений очень мало. Известно, что он проходил военную службу в войсках Русской императорской армии и вышел отставным солдатом.
В середине 1880-х Михаил Рубцов с группой крестьян из Самарской губернии подали прошение на переселение. Им было дано разрешение на переселение в Сибирь и они отправились на место, которое в начале 1880-х заприметил сам Рубцов. В 1886 году они достигли юго-запада нынешнего Алтайского края и решились обосноваться на левом берегу реки Алей, близ сёл Оловянишниково и Половинкино. Поначалу жители Оловянишниково пытались согнать переселенцев с места, но им это не удалось, и 1892 год вошёл в историю Рубцовска, как год его основания, а точнее, признания как поселения. В 1901 году поселению Рубцово был присвоен статус посёлка. В 1906 году (в связи с постройкой в городе Михаило-Архангельского храма) — Рубцово получило статус села и возможность проводить ярмарки. Далее Михаил Рубцов отходит от участия в сельском управлении.
Михаил Рубцов скончался 23 сентября 1938 года в г Рубцовске, в доме 48 по улице Кирова (современный проспект Ленина, 96), в возрасте 89 (112) лет.